# Psychotria ctenophora
Psychotria ctenophora är en måreväxtart som beskrevs av Julian Alfred Steyermark. Psychotria ctenophora ingår i släktet Psychotria och familjen måreväxter. Inga underarter finns listade i Catalogue of Life.